# (34803) 2001 SW63
2001 SW63 (asteroide 34803) é um asteroide da cintura principal. Possui uma excentricidade de 0.19247810 e uma inclinação de 1.49225º.
Este asteroide foi descoberto no dia 17 de setembro de 2001 por LINEAR em Socorro.